# Sloanea caribaea
Sloanea caribaea ist ein Baum in der Familie der Elaeocarpaceae aus dem nördlichen Brasilien, Venezuela und Kolumbien bis in die Kleinen Antillen. Die Art ist sehr langlebig und wird über 1000 Jahre alt.

## Beschreibung
Sloanea caribaea wächst als sehr großer Baum bis über 52 Meter hoch. Der Stammdurchmesser erreicht bis zu 2–4,9 Meter. Es werden teils hohe und breite Brettwurzeln gebildet. Die relativ glatte Borke ist braun-grau.
Die einfachen, kurz gestielten und meist wechselständigen Laubblätter sind leicht ledrig. Der rinnige Blattstiel ist bis 1–2 Zentimeter lang, die eiförmigen oder elliptischen bis verkehrt-eiförmigen, fast kahlen, ganzrandigen Blätter sind 4–11 Zentimeter lang und 2,5–6,5 Zentimeter breit. An der Spitze sind sie abgerundet, rundspitzig bis zugespitzt. Es sind meist abfallende, kleine Nebenblätter vorhanden.
Es werden end- oder achselständige, kleine und schwach behaarte, langstielige Rispen gebildet. Die kleinen, kurz gestielten, cremeweißen und duftenden Blüten sind mit einfacher Blütenhülle, die Kronblätter fehlen. Es sind abfallende, minimale Trag- und Vorblätter ausgebildet. Es sind 4 klappige, flaumig behaarte, eiförmige und etwa 4–5 Millimeter lange, dickliche Kelchblätter vorhanden. Es sind viele, kurze Staubblätter mit feinbehaarten, kurzen Staubfäden und großen Antheren mit einem kurzen, spitzen Anhängsel (Granne) vorhanden. Der vierkammerige, oberständige Fruchtknoten ist behaart, mit einem kurzen, im unteren Teil feinhaarigen, konischen Griffel. Es ist ein Diskus vorhanden.
Es werden vierteilige, braune und rundliche, feinwärzliche, etwa 2 Zentimeter große Kapselfrüchte mit dicken, ledrigen Klappen und manchmal mit wenigen kleinen Stacheln gebildet. Sie enthalten meist einen oder zwei, eiförmige bis ellipsoide, 11–15 Millimeter große Samen die von einem fleischigen, orangen bis roten, leicht gelappten Arillode oder einer Sarkotesta fast ganz umhüllt sind.

## Taxonomie
Die Erstbeschreibung erfolgte 1896 (publ. 1897) durch Antoine Duss in Annales de l'Institut Colonial de Marseille 90, nach Carl Wilhelm Leopold Krug und Ignaz Urban. Ein Synonym ist Sloanea larensis Steyerm. Der Gattungsname ehrt den irischen Arzt und Botaniker Hans Sloane (1660–1753).